# Putsch in Kambodscha 1970
Der Putsch in Kambodscha 1970 war die Absetzung des kambodschanischen Staatschefs, Prinz Norodom Sihanouk, nach einer Abstimmung in der Nationalversammlung am 18. März 1970. Premierminister Lon Nol, der zum Staatsoberhaupt ernannt wurde, verhängte daraufhin den Ausnahmezustand, der schließlich zur Absetzung von Königin Sisowath Kossamak und zur Ausrufung der Khmer-Republik im selben Jahr führte. Dies wird allgemein als Wendepunkt im kambodschanischen Bürgerkrieg angesehen. Da Kambodscha keine Monarchie mehr war, hieß es in den sechs Monaten nach dem Staatsstreich halboffiziell Staat Kambodscha, bis die Republik proklamiert wurde. Außenpolitisch wurde Kambodscha nach dem Putsch zu einem Verbündeten der USA im Vietnamkrieg und eine mögliche Rolle amerikanischer Nachrichtendienste bei den Ereignissen wurde kontrovers diskutiert. Die Ereignisse führten auch zu der Vertreibung oder Ermordung eines großen Teils der Vietnamesen in Kambodscha infolge anti-vietnamesischer Ausschreitungen und staatlicher Repressionen.

## Ausgangslage

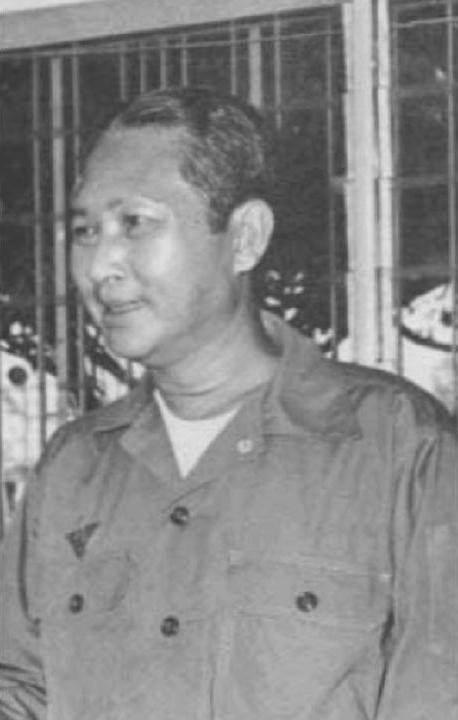
Lon Nol

Seit der Unabhängigkeit von Frankreich im Jahr 1953 wurde Kambodscha von Prinz Norodom Sihanouk regiert, dessen politische Bewegung Sangkum nach den Parlamentswahlen von 1955, bei denen kein einziger Oppositionskandidat einen Sitz erringen konnte, die gesamte politische Macht erlangte. Nach dem Tod von König Norodom Suramarit im Jahr 1960 hatte Sihanouk die Nationalversammlung gezwungen, einer Verfassungsänderung zuzustimmen, die ihn zum Staatsoberhaupt ohne feste Amtszeit machte, während Königin Sisowath Kossamak eine reine Zeremonialfigur blieb. Er regierte mit Patronage und Einschüchterung und kombinierte konservative mit linken und populistischen Elementen in seiner Politik. Während er die Rechten mit einer nationalistischen Khmer-Rhetorik beschwichtigte, eignete er sich einen Großteil der Sprache des Sozialismus an, um die kambodschanische kommunistische Bewegung, die er als „Khmers rouges“ („Rote Khmer“) bezeichnete, zu marginalisieren.
Die Eskalation des Vietnamkriegs im Nachbarland begünstigte die politische Rechte. Lon Nol, ein Rechter, der seit langem mit Sihanouk verbündet war, wurde 1966 Premierminister. Bis 1969 wurden Lon Nol und die Nationalisten jedoch zunehmend enttäuscht von Sihanouk. Dieser hatte eine unklare Position hinsichtlich der Amerikaner in Vietnam und duldete die Aktivitäten des Vietcong und Nordvietnams auf kambodschanischen Staatsgebiet, die das Land als Rückzugsort nutzen und über den Hafen von Sihanoukville mit Waffen versorgt wurden, was die Amerikaner verärgerte. Neben den rechtsgerichteten Nationalisten hatten sich auch die liberalen, demokratischen Elemente innerhalb des Sangkum, angeführt von In Tam, zunehmend von Sihanouks autokratischem Stil entfremdet.

## Umsturz
Anfang März 1970 kam es in Kambodscha zu antivietnamesischen Demonstrationen, die sich gegen Nordvietnam richteten, während Sihanouk sich auf Auslandsreise befand. Am 11. März griffen in Phnom Penh Menschenmengen, die von Lon Nols Bruder Lon Non organisiert worden sein sollen, die Botschaften Nordvietnams und der provisorischen Republik Südvietnams an und griffen auch vietnamesische Wohnhäuser, Geschäfte und Kirchen an. Einigen Berichten zufolge war Sihanouk in die Vorbereitungen der Demonstrationen verwickelt oder duldete sie, in der Hoffnung, dass sie Moskau und Peking dazu veranlassen würden, Druck auf Nordvietnam auszuüben, damit es seine Präsenz in Kambodscha verringert. Lon Nol schloss den Hafen von Sihanoukville für die Nordvietnamesen und stellte ihnen ein unmögliches Ultimatum: Alle nordvietnamesischen Truppen sollten sich innerhalb von 72 Stunden (am 15. März) von kambodschanischem Boden zurückziehen, andernfalls drohten militärische Maßnahmen. Diese Konditionen konnten nicht eingehalten werden und die antivietnamesischen Ausschreitungen verstärkten sich und gerieten außer Kontrolle der Regierung.
Anti-Sihanouk-Kräfte sahen die Gelegenheit zum Machtwechsel gekommen. Der kambodschanische Verteidigungsminister, Oberst Oum Mannorine (der Schwager von Sihanouk), welche von einem bevorstehenden Putsch wussten, wurde zusammen mit anderen Sihanouk-Loyalisten verhaftet. Es war womöglich im Laufe des 16. oder 17. März, als Vizepremier Sirik Matak Premier Lon Nol schließlich dazu überreden versuchte, Sihanouk aus der Regierung zu entfernen. Lon Nol, der bis zu diesem Zeitpunkt vielleicht nur gehofft hatte, dass Sihanouk seine Beziehungen zu Nordvietnam beenden würde, zögerte, gegen den Staatschef vorzugehen: Um ihn zu überzeugen, spielte Sirik Matak ihm angeblich eine aufgezeichnete Pressekonferenz aus Paris vor, in der Sihanouk damit drohte, sie beide bei seiner Rückkehr nach Phnom Penh hinzurichten. Der Premierminister blieb unsicher, so dass Sirik Matak in Begleitung dreier Armeeoffiziere einen weinenden Lon Nol mit vorgehaltener Waffe gezwungen haben sollen, die erforderlichen Dokumente zu unterzeichnen.
Am nächsten Tag, dem 18. März, bezog die Armee rund um die Hauptstadt Stellung, und in der Nationalversammlung fand unter der Leitung von In Tam eine Debatte statt. Unter dem Druck der Ereignisse stimmte die Nationalversammlung einstimmig für die Absetzung von Sihanouk, der sich weiterhin außerhalb des Landes befand. Lon Nol übernahm notfallmäßig die Befugnisse des Staatsoberhauptes, während das Amt selbst vom Präsidenten der Generalversammlung, Cheng Heng, übernommen wurde. In Tam wurde als Präsident des Sangkum bestätigt. Die Absetzung von Sihanouk hatte damit den Anstrich der Verfassungsmäßigkeit.
Diese Ereignisse markierten die Gründung der Republik Khmer. Königin Kossamak wurde von der neuen Regierung gezwungen, den Königspalast zu verlassen. Sie wurde in einer Villa in einem Vorort unter Hausarrest gehalten, bevor sie 1973 aus gesundheitlichen Gründen zu ihrem Sohn nach Peking reisen durfte, wo sie zwei Jahre später starb.

## Rolle der USA

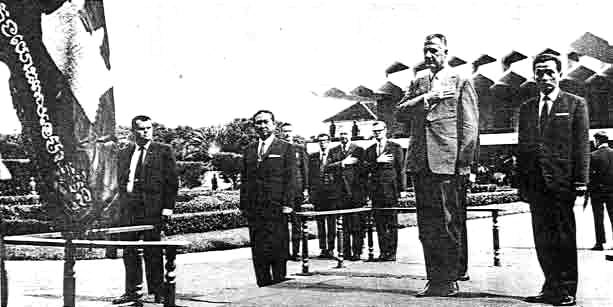
US-Vizepräsident Spiro Agnew bei einem Staatsbesuch in Kambodscha im September 1970 kurz nach dem Putsch

Es gibt Belege dafür, dass Lon Nol im Laufe des Jahres 1969 an das US-Militär herantrat, um die militärische Unterstützung für ein Vorgehen gegen Sihanouk auszuloten. Lon Nols Beauftragter als stellvertretender Premierminister, Prinz Sisowath Sirik Matak – ein US-freundlicher Nationalist und Führer der kambodschanischen Geschäftswelt – soll vorgeschlagen haben, Sihanouk zu ermorden, obwohl Lon Nol diesen Plan als „kriminellen Wahnsinn“ zurückwies.
Sihanouk selbst glaubte, dass Sirik Matak (den er als eifersüchtigen rivalisierenden Anwärter auf den kambodschanischen Thron bezeichnete), von der Central Intelligence Agency (CIA) unterstützt wurde und in Kontakt mit dem exilierten Sihanouk-Gegner Son Ngoc Thanh stand, Lon Nol 1969 den Putschplan vorgeschlagen haben soll. Die Beteiligung der CIA an dem Putschversuch ist nach wie vor nicht bewiesen, und Henry Kissinger behauptete später, die US-Regierung sei von dem Ereignis überrascht worden, aber einige Beobachter halten es für wahrscheinlich, dass zumindest einige Agenten des US-Militärgeheimdienstes an den Ereignissen beteiligt waren und davon wussten.

## Folgen
Nach dem Staatsstreich griffen nordvietnamesische Truppen 1970 auf Ersuchen des Führers der Roten Khmer, Nuon Chea, Kambodscha an. Die nordvietnamesische Botschaft in Phnom Penh wurde von Demonstranten gestürmt. Tausende von vietnamesischen Zivilisten wurden von Lon Nols antikommunistischen Truppen getötet und ihre Leichen in den Mekong geworfen.  Von den rund 450.000 Vietnamesen in Kambodscha verließen 100.000 das Land und weitere 200.000 wurden nach Südvietnam ausgewiesen, wodurch die geschätzte Zahl der ethnischen Vietnamesen nur fünf Monate nach dem Staatsstreich auf 140.000 sank.
Die Republik Khmer wurde ein enger Verbündeter der USA. US-Präsident Nixon genehmigte im April 1970 die Wiederaufnahme der US-Militärhilfe für das Land, wodurch die FANK von 35.000 Soldaten im März auf 202.000 im Januar 1971 anwuchs. Es kam infolgedessen zu einer Eskalation des kambodschanischen Bürgerkriegs, in dem das Regime von Lon Nol mit Unterstützung der US-Luftstreitkräfte gegen die Roten Khmer und Nordvietnam kämpften. Die Bombardierung von Kambodscha durch US-Kräfte destabilisierten das Land zusätzlich. Lon Nol floh 1975 aus Kambodscha, kurz bevor die Roten Khmer die Macht in Phnom Penh ergriffen, während Sirik Matak von ihnen ermordet wurde. Sihanouk hatte vom Exil in Peking aus mit den Roten Khmer kollaboriert und diese setzten ihn wieder als Staatsoberhaupt des Demokratischen Kampuchea ein. Er befand sich allerdings unter den Roten Khmer die meiste Zeit unter Hausarrest, während die Roten Khmer in einem Genozid am eigenen Volk ein Viertel der Bevölkerung Kambodschas ermordeten.